# WWE Survivor Series (jogo eletrônico)
WWE Survivor Series é um jogo de wrestling profissional desenvolvido pela Natsume e publicado pela THQ para o console portátil Game Boy Advance. WWE Survivor Series é baseado no pay-per-view anual da World Wrestling Entertainment, Survivor Series. O jogo é a continuação de Road to WrestleMania X8. WWE Survivor Series também foi o último vídeo game da WWE lançado para um console portátil da Nintendo até WWE SmackDown vs. Raw 2008 para o Nintendo DS em 2007.

## Roster
| SmackDown!     | Raw            | Desbloqueáveis |
| -------------- | -------------- | -------------- |
| Booker T       | Christian      | Brock Lesnar   |
| Chavo Guerrero | Chris Benoit   | The Big Show   |
| Eddie Guerrero | Chris Jericho  | Steve Austin   |
| Kurt Angle     | Edge           |                |
| John Cena      | Kane           |                |
| Rey Mysterio   | Randy Orton    |                |
| Rob Van Dam    | Shawn Michaels |                |
| The Undertaker | Triple H       |                |

## Recepção da Crítica
WWE Survivor Series recebeu críticas mistas e principalmente negativas. Frank Provo do GameSpot deu ao jogo um 5,6 de 10 e escreveu que o jogo, "é quase uma cópia exata do WWE Road to WrestleMania X8 de dois anos atrás."